# 桂小金治
桂 小金治（かつら こきんじ）は落語家の名前。二代目の死後は空き名跡となっている。
- 初代桂小金治 - 後∶二代目桂枝太郎
- 二代目桂小金治 - 本項にて詳述

二代目桂 小金治（かつら こきんじ、1926年〈大正15年〉10月6日 - 2014年〈平成26年〉11月3日）は、東京府豊多摩郡杉並町（現：東京都杉並区）出身の落語家、俳優、タレント、司会者。本名∶田辺 幹男。
桂小金治事務所所属。帝京商業学校（現：帝京大学中学校高等学校）卒業。元俳優の山岸快は孫である。

## 概要
1947年、2代目桂小文治に入門して落語家となる。
次代の名人候補として将来を嘱望されたが、川島雄三の要請で映画俳優に転身。昭和中期から映画やテレビドラマ、バラエティ番組に数多く出演し、ことにワイドショーの名司会者として名を馳せた。
平成以降は放送メディアに登場する機会は少なくなっていたが、全国各地で講演活動を展開しており、落語を口演する機会もあった。江戸前の歯切れの良い滑舌で、高座では古き良き時代の江戸落語を聴かせていた。

## 年譜
- 1926年 - 東京府豊多摩郡杉並町（現：東京都杉並区）の魚屋の息子として生まれる。
- 1942年 - 帝京商業学校に入学。しかし1943年、太平洋戦争のため繰り上げ卒業となり、立川の飛行機工場の食堂に勤務となる[1]。
- 1945年 - 特別幹部候補生として陸軍少年戦車兵学校へ入校。在校中に終戦。
- 1947年 - 日本芸術協会副会長・2代目桂小文治に入門し「小竹」を名乗る。
- 1949年 - 二つ目昇進、「小金治」を名乗る。
- 1952年 - 映画『こんな私じゃなかったに』（松竹大船、監督：川島雄三）に出演し、映画デビュー。松竹大船と専属契約を結び売れっ子となる。
- 1955年 - テレビに進出。
- 1959年 - 東京映画（東宝系の映画会社。現在の東映とは無関係）に移籍。
- 1961年 - 日活に移籍。石原裕次郎、高橋英樹と多く共演。
- 1966年 - ワイドショー『アフタヌーンショー』（NETテレビ、現：テレビ朝日）で司会を担当（1973年8月3日放送まで。小金治司会時代のタイトルは『桂小金治アフタヌーンショー』だった）。この番組で「怒りの小金治」の異名をとる。
- 1975年 - バラエティ番組『それは秘密です!!』（日本テレビ、毎週火曜日19時30分〜20時00分）で司会を担当。同番組の人気コーナーであった「ご対面コーナー」で、感動のあまりもらい泣きする姿は視聴者の共感を誘い、前述とは打って変わって「泣きの小金治」と呼ばれた。
- 2006年 - テレビドラマ『セーラー服と機関銃』（TBS）に出演（第1回のみ。「目高組」の先代組長役）。
- 2011年 - 高座からの引退を宣言。
- 2014年11月3日午後5時45分、肺炎のため神奈川県川崎市麻生区の病院で死去[2]。88歳没。戒名は「慈笑院幹譽演道居士」。

## 人物
- 子供は長女、長男、次男の3人居る[3]。
- 保守的な政治思想の持ち主として有名であり、「天皇陛下は日本のお父さんだ。天皇陛下が嫌いな奴は日本から出て行け!」と日本テレビのワイドショーで発言したことがある[4]。
- 趣味は草笛やハーモニカ[5]。
- 「一念発起は誰でもする。努力までならみんなする。そこから一歩抜き出るためには、努力の上に辛抱という棒を立てろ。この棒に花が咲く」という名言がある。もともとこれは、草笛の練習をしていた当時10歳の小金治が、いくらやっても鳴らないので練習3日目にして草笛をあきらめようとした時、父親からかけられた言葉である[6]。

### 交友関係
- 自由民主党衆議院議員だった渡辺美智雄と親しかった。
- 多くの映画で共演した佐田啓二[7]、笠智衆[8]、石原裕次郎とも親交があり、裕次郎は小金治の自宅を「料亭桂」と呼んで度々飲みに来るほどで[9]、『アフタヌーンショー』司会のオファーがあった時に「落語家として真打でもなく、映画俳優でもなく中途半端なのに…やっていいのか」と小金治が迷っていたところ「男の仕事じゃないですか。やったらいいでしょう」と後押しもしてくれたという[10][11]。
- また、同じく共演の多かった高橋英樹とは、高橋の結婚式の司会を小金治が務め、高橋も小金治を「ゴルフの師匠」と慕うほどの関係だった[12]。
- 『さわやかな男』（関西テレビ）で共演した柴俊夫とは、「YK会」と言うゴルフコンペでいつも一緒になるなどの仲だった[13]。
- 藤井フミヤとは、元々小金治の次男とフミヤが同い年で友人同士であるということから始まった縁で、フミヤも小金治の自宅で度々食事などの世話になり、小金治のことを「東京の親父」と呼んでいるほど[14][12]。小金治自身もファンで、フミヤの曲では「『TRUE LOVE』が好き」と述べ、得意の草笛で『TRUE LOVE』をフミヤの前で演奏したこともある[15][12]。なお、小金治の告別式ではフミヤと柴が弔辞を読んだ。
- この他、プロゴルファーの杉原輝雄とも親交があった[16]。

## 落語家として
もともと落語家であったものの、その後長らく俳優・司会者・タレントとしての活動が続き、落語家としては開店休業状態だったが、1980年代初頭、および2000年代から2011年までは落語家としても活動していた（後述する理由からフリーの落語家として活動）。

### 入門時
陸軍特別幹部候補生だったが、終戦。金もなく、着物を着てできる職業ということで落語家を選んだ。
落語家になるために新宿末廣亭の楽屋に通い、誰にも入門できないまま、前座（のちの5代目春風亭柳昇）の下でさらに下働きをしていた。落語家は前座の弟子を食べさせる慣例があるが、食糧事情が悪すぎるため、前座一人分の食糧を捻出できる落語家がほとんどいなかったのである。しかしよく働く小金治の姿に、当時の日本芸術協会副会長・2代目桂小文治が目をつけ、小文治のほうから入門をもちかけた。小文治はもともと上方噺家であり、常に関西弁のみをしゃべるため（そのため、普通の入門志願者から敬遠され、どこかで挫折した、訳ありの落語家を後から自分の門下にすることが多かった）、入門を躊躇したが、副会長の権勢は傍目にもすごいように見え、入門を決意した。小文治よりもらった初名（前座名）は桂 小竹。
小文治は「噺はよそ行って習うて来い。わしからは芸人としての生き方だけ覚えていったらええのや」と言い、小金治にいっさい稽古をつけなかった。

### 松竹入社
二つ目になった後、小金治のファンでもある松竹大船撮影所の川島雄三監督が小金治の出演していた東京・神田の寄席『立花』を訪れ、そこで直々に川島に誘われて抜擢される。そのとき川島は師匠の小文治に「良い噺家を一人ダメにします。お許しください」と手をついたという。一本目の映画『こんな私じゃなかったに』に出演。拘束時間1日、ギャラは5千円だった。映画は好評で、川島により起用され続け、単発契約で何本か出演した。
それらも好評で、川島の所属する松竹は小金治と専属契約を結びたいと考え、小金治に対して映画出演一本あたりのギャラを提示した。そのとき松竹は片手の指5本を開いて示した。もともと映画一本のギャラが5千円という約束だったので、小金治は当初これを「5千円」と解釈し自分の一月の稼ぎより多いと考えていたら、実は「5万円」という意味だったので驚喜した。ちなみにこのときの条件は「年間6本の出演義務」であった（よって年収30万円）。念のため、師匠の小文治に「契約したほうがいいか断るべきか」を聞きに行くと、即座に「アホ! 落語やってたら、そんな金、一生かかってもようもらえんで…」と返されたという。結果、松竹との専属契約は無事締結された。
今度はいずれも軽い役でなく、長い日数拘束される。スケジュール上なかなか寄席に出られないことから、日本芸術協会から事実上脱会状態となった。以降、フリーの落語家となり、落語家としてはどこの協会にも属していない。しかし師弟関係を大事にし、小金治は終生にわたり小文治を師匠と仰いだ。小金治が名を返そうと小文治のもとを訪問すると「アホ! 師匠に『名を返す』なんてお前いつから偉くなったんじゃ? 師匠が名を取り上げるのでもあるまいに…。小金治、これからもしっかりやりや」と、師は小金治に名を返上しなくていいと告げた。そのため、落語家としての名も返上していない。
松竹時代の川島雄三監督は長く小金治を起用し続けた。しかし、1954年に川島が日活に単身移籍し、コンビを解消。だが、その川島が今度は東京映画（東宝系）に移ると、小金治も1959年、東宝に移籍し、再びコンビを組み活躍。
1961年、今度は小金治が日活に単身移籍し、コンビを解消。その日活ではスターとして迎えられ、1962年から1963年にかけて4本の主演作を残している。他は脇役が多く、その日活には1965年まで在籍。日活の大部屋俳優・桂小かんは（俳優としての）弟子である。

### 「師匠」
上述したように、小金治は落語界では真打になっていないので、本来のしきたりから言えば小金治を「師匠」と呼ぶことはできない。しかし、テレビですっかり大看板となった小金治は、芸能人仲間からよく「師匠」と呼ばれるようになる。どうしたらいいのか師匠・小文治に聞きに行った小金治に対し、小文治は「小金治が師匠と呼ばれて何がおかしいのか…」と諭した。よって、晴れて「師匠」と呼ばれて良い許可をもらったのである。

### 高座
2000年代は『大工調べ』『禁酒番屋』『三方一両損』『芝浜』などの演目を演じた。
小金治が映画界入りしてから上がった高座は次の通り。
- 1953年4月11日 - 第一回 三越落語会
- 7代目立川談志らとの勉強会 ※落語界を本当に去ったきっかけとされる。
- 1964年4月 - 安田生命ホールにて独演会 ※本人の中では落語界を引退する記念という意味合いがあった。

以降、17年間完全に沈黙。
- 1981年9月中席(11-21日) - 鈴本演芸場・落語芸術協会の芝居 ※「のせもの」として高座復帰。当時の副会長・春風亭柳昇の要請に応えた。
- その後、2回ほど定席に上がる。
- 1983年6月14日 - 第二回 本多寄席（本多劇場、プロデュース：大貫雅吉志（大貫正義＝貴瀬川実）※ナショナルキッド原作者）

以降、国立演芸場や横浜にぎわい座などを借り切って独演会形式で活動を再開。また、既設の名人会に呼ばれることもあった。
- 2003年 - 国立演芸場にて独演会（文化庁芸術祭参加）
- 2004年7月19日 - 国立演芸場にて「6代目神田伯龍・桂小金治二人会」
- 2006年5月30日 - お江戸日本橋亭にて独演会
- 2007年6月下席 - 落語協会の芝居・新宿末廣亭定席「橘右近追善興行」 ※「のせもの」としてのトークゲスト。
- 2008年
  - 6月6日 - 落語協会の芝居・新宿末廣亭定席「小さん一門勢ぞろい」（『蛇含草』）
  - 7月19日 - 銀座ブロッサム中央会館にて「大銀座落語祭 究極の東西寄席 第二部 『三遊亭圓歌・桂小金治二人会』」（『禁酒番屋』）
  - 10月8日 - 浜松町かもめ亭（文化放送主催、『長短』）
- 2011年9月29日 - 国立演芸場にて桂文我独演会（ゲスト出演、『渋酒』） ※なお、この会で高座引退宣言をする。

### CD・LP・カセット
1983年の「本多寄席」の高座は、ソニー・ミュージック・京須偕充によりLP化（CD化）されている。
- CD 『桂小金治（一）』（ソニー・ミュージック） SICL-92 （CDのカタログ番号）
  - 『三方一両損』『禁酒番屋』を収録。
  - 他に、LP盤、カセットテープがある。
- CD 『桂小金治（二）』（ソニー・ミュージック） MHCL-2503 （CDのカタログ番号）
  - 『渋酒』『大工調べ』を収録。

2004年7月19日「神田伯龍・桂小金治二人会」と2006年5月30日の独演会は、以下の通りCD化されている。
- CD『桂小金治名演集1』（Curelle Records） CURELLE0003-2
  - 『粗忽の使者』『蛇含草』『饅頭怖い』『大工調べ』を収録。
- CD『桂小金治名演集2』（Curelle Records） CURELLE0009-2
  - 『長短』『芝浜』を収録。

### 末広演芸会
テレビ朝日のテレビ番組『末広演芸会』の司会を務めた。落語はしなかったものの、収録会場の新宿末廣亭には定期的に足を運び続けていた。

## エピソード
- 小金治は「5代目柳家小さんの弟子」と自ら名乗っている。これは以下の経緯によるものである。前座だった小金治は、ひょんなことから真打になったばかりの小さんの高座を観た。小金治は「なんとこの人はうまいのだろう」と驚き、小さんから稽古をつけてもらうべく、すぐさま師匠・小文治に頼んだ。失礼な頼みであるが、上方落語の小文治は「東京出身の落語家は東京の落語をやるべき」との思いから、弟子には自ら稽古を付けなかったため、弟子が他の落語家から正統江戸落語を教わるのは良いことと考え、すぐさま自ら小さん宅に電話をかけ、小金治への稽古を依頼した。若き小さんにとって小金治は「最初に落語を教えた人」である。正式な師弟関係がなくても、小金治が「小さんの弟子」と名乗るのはこのような事情である。
- 前座の小金治が、いつものように5代目柳家小さんの自宅に赴き、落語を習っていた。稽古が終わると、戦後まもない食糧事情の悪いころなのに、小さんはいつも白いご飯を食べさせてくれた。「さすが売れっ子（＝小さん）は違うな」などと小金治は思いこんでいた。ある日の稽古後、小さん家を辞した小金治が、忘れ物をしたことに気づいて再度小さんの家に戻ると、家族4人で食卓を囲んでいたのが見えた。「さぞかしうまいものを食べているに違いない」と覗き込んで小金治は驚いた。小さん一家は、一個の芋を4人で分け合って食べていたのだ。若き小金治が師匠・小文治に泣きながらこのことを話すと、小文治は「柳家小三治（小さん）はお前に落語を教えようとしているんじゃない。落語を後世に残そうとしているんだ」と言った[19]。
- 川島雄三は二つ目の小金治を贔屓にし、「師匠…」と呼んでいたが、田端の三木助師匠（3代目桂三木助）に教わり自信をもって臨んだ「時そば」を黙って聞いていた川島は話の途中で「まずいなァ…ほとんどダメでス…」と随分厳しく批判されたという。また「落語の間と、映画の演技の間は違いますよ。よく研究しなさい」といわれたという。[20]
- 映画のギャラについて諭し、小金治を映画界に転身させた師匠・小文治だが、もともとは「銭残す暇があったら噺残せ」と小金治に教えていた。その反面、「金を残しいや。金がないと馬鹿にされるさかいな」という言葉も残している。また「女優には手え出したらあかん」とも言われている[17]。
- 落語家としての腕はたしかなもので、後輩である7代目立川談志からの評価も極めて高い。談志は、自著『人生、成り行き』（2008年、新潮社、聞き手：吉川潮）の中で「小金治は上手いと思いました。（中略）やはり小金治さんだな。軽くて、うまくて、人気もあったから、扱いもよくて若手なのに寄席でもいいところに上がってましたよ」「軽くていい口調で、親しみやすい顔で、声もおれみたいに悪くなくて中音でよくて」「だから、最近の話ですが、俺は小金治さん本人に言ったんです。（中略）小金治さんにしても、映画界に行かないで、残っていてくれたら少なくも落語芸術協会はいまの惨状にはなってませんよ。金のために映画に走ったっていいし、引き止められなかった落語界も勿論悪いんだけれど、芸風やあの強情な性格から言って、啖呵なら啖呵はこうだと、崩すことを許さず、きちんとした古典落語を伝えていけたのに、兄さん責任あるよって、直に言いましたよ」と、談志流に小金治を称賛している。談志自身も寄席で小金治の演じる『大工調べ』を聞いて落語家になることを決意している[17]。
- 『三方一両損』は8代目三笑亭可楽から、『蛇眼草』は3代目桂三木助から、『渋酒』は5代目立川ぜん馬から、『禁酒番屋』は5代目柳家小さんから、それぞれ習った噺である。
- 『アフタヌーンショー』に司会者として出演するようになったきっかけは、一件の交通事故に出くわしたことだった。1965年5月4日、家族で房総半島にドライブへ行ったその帰り、途中で小学生の男女を車を停めて渡らせてあげていたが、後ろから軽自動車が、小金治の車を含む停まっていた3台を追い越して走行しこの小学生にぶつかってしまった。小学生2人は怪我をし、小金治はその小学生の入院先に見舞いに訪れていた。ある時に小金治は小学生から「あのお兄ちゃん（軽自動車のドライバー）も謝ってるから、あまりあのお兄ちゃんのことを怒らないで」と言われたことに感銘を受け、涙ぐんだことがあった。この時から小金治は交通事故防止キャンペーンに力を入れようと思い立ち、どこかアピールの場は無いかと探っていたところ「テレビで話してみたらどう」と妻に後押しされたことから、NET（現・テレビ朝日）のワイドショー番組『木島則夫モーニングショー』に出演、このエピソードを涙ながらに話した。この時は「ろくなことも話せず申し訳なかった」と思っていたとのことだが、モーニングショーのスタッフに「すごい反響だ」と言われ、後に榎本猛の降板のために後任司会者を探していたアフタヌーンショーのスタッフから「あの時の正義感を以って出ていただきたい」とオファーを受け、最終的に引き受けて以後8年間アフタヌーンショーの司会を務めた。この時に小金治はこの経験から「週に1回、交通事故防止キャンペーンのコーナーをどこかに入れて欲しい」と申し入れている[21][22]。
- その『アフタヌーンショー』に出演していた8年間は、天候に関係なく毎日自宅からNET（現：テレビ朝日）までの約6kmの道程をマラソンして通っていた[23]。マラソンして自分を苦しめることで、番組中などでいい答えを導き出そうという理念からこうしていたという[24]
- 次男がニューヨークに住んでいたこともあり、1980年代後半からニューヨークを頻繁に訪問し、現地の日系人会のお年寄りを対象に「人の心に花一輪」という題名の講演会を行っていた。また、ボランティア活動も積極的に行っている。
- 没後の2016年3月11日に放送された「爆報！THEフライデー」で、晩年は認知症に苦しんでいたことが報道された[25]。

## 映画
- こんな私じゃなかったに（1952年、松竹） - 幇間
- 明日は月給日（1952年、松竹） - 今昔亭とん馬
- 学生社長（1953年、松竹） - 梶英雄
- 新東京行進曲（1953年、松竹） - 小川金一
- あばれ獅子（1953年、松竹） - 初見世の三太
- 君の名は 第二部（1953年、松竹）
- 初恋おぼこ娘（1953年、松竹） - 梅本六造
- 血闘 利根の夕霧（1953年、松竹） - おかめの三太
- とのさま街道（1953年、松竹）
- 遊侠夫婦笠（1953年、松竹） - 三下丑松
- お嬢さん社長（1953年、松竹） - 桜川三八
- 股旅しぐれ（1953年、松竹）
- 濡れ髪権八（1954年、松竹）- 下っ引千太
- 裸形家族（1954年、松竹）- 達吉
- 素浪人日和（1954年、松竹）- 金太
- 伝七捕物帖 刺青女難（1954年、松竹） - おしゃべり金太
- 鉄仮面 (1954)（1954年、松竹） - 配下魚彦
- チャッカリ夫人（1954年、松竹） - 食料品店の主人
- 名探偵明智小五郎シリーズ 青銅の魔人 第一部-第四部（1954年-1955年、松竹） - ピエロ
- 大学は出たけれど（1955年、松竹） - 銀行帰りの男
- 銀座令嬢（1955年、松竹） - 栗原
- 三人娘 只今婚約中（1955年、松竹） - 栗原
- 水郷哀話 娘船頭さん（1955年、松竹） - 倉田兵吉
- 僕は横丁の人気者 二部作（1955年、松竹） - 忠吉
- 新婚白書（1955年、松竹） - 半沢小金吾
- お嬢さんの求婚（1955年、松竹） - 弁公
- おんな大学（1955年、松竹） - 小助
- 娘船頭さん（1955年、松竹） - ブー公
- 続・この世の花 第4・5部（1955年、松竹）
- 裏町のお嬢さん（1956年、松竹） - 沢村三太
- 四人の誓い（1956年、松竹） - 雄三
- 青空剣法 弁天夜叉（1956年、松竹） - 猿蔵
- 次男坊故郷へ行く（1956年、松竹） - 掛川長助
- 怪盗鼠小僧 祭に消えた男（1956年、松竹） - 旅芸人ガマの油売・松公
- のんき侍大暴れ（1956年、松竹） - ドモリの又六
- マリヤ観音（前後篇）（1956年、松竹） - 千太
- アチャコの子宝仁義（1956年、松竹） - おけらの勇公
- 忘れえぬ慕情 Printemps a Nagasaki（1956年、松竹） - 寿司やの親爺
- 源氏九郎颯爽記 濡れ髪二刀流（1957年、東映） - 灰神楽の留吉
- 勢揃い桃色御殿（1957年、松竹） - ピンの市
- 抱かれた花嫁（1957年、松竹） - 鶴藤吉之助
- 伝七捕物帖 銀蛇呪文（1957年、松竹） - 幇間露八
- 怪談色ざんげ 狂恋女師匠（1957年、松竹） - 加納屋の若旦那
- 集金旅行（1957年、松竹） - アパートの住人五番さん
- お富と切られ与三郎（1957年、松竹） - 忠助
- 気違い部落（1957年、松竹） - 下の部落の炭屋
- 坊っちゃん（1958年、松竹） - いか銀
- 黒い花粉（1958年、松竹） - ナイトクラブのボーイ
- ボロ家の春秋（1958年、松竹） - 孫伍風（ソンゴフウ）
- 清水の佐太郎（1958年、松竹） - 素っ飛びの弥ン八
- オンボロ人生（1958年、松竹） - モン吉
- その手にのるな（1958年、松竹） - 毛利（落語家）
- どろんこ天国（1958年、松竹） - 牧さん
- 見事な求婚（1958年、松竹） - 赤木金平
- モダン道中 その恋待ったなし（1958年、松竹） - 富士山梅吉
- 花嫁の抵抗（1958年、松竹） - 石井
- 七人若衆誕生（1958年、松竹） - 文福
- 顔役（1958年、松竹） - 角造（輪島湯の三助
- 泣き笑い日本晴れ（1958年、松竹） - パトロールの巡査
- 赤ちゃん台風（1958年、松竹）
- 七人若衆大いに売り出す（1958年、松竹） - 岡村伊兵衛
- 「花粉」より 空かける花嫁（1959年、松竹） - 山田
- 大学の合唱（1959年、松竹） - 春日（応援団長）
- グラマ島の誘惑（1959年、東京映画） - 兵藤惣五郎
- がんばり娘（1959年、松竹） - 店員常三
- 弥次喜多民謡道中記 奥州街道の巻（1959年、松竹）
- 貸間あり（1959年、東京映画） - 洋さん（谷洋吉）
- 背中を掻いて頂戴な（1959年、松竹） - コック新吉
- 素晴らしき十九才（1959年、松竹） - 田崎
- 危険旅行（1959年、松竹）
- 人間の条件 第三部望郷篇、第四部戦雲篇（1959年、人間プロ）
- わが古城の町（1960年、松竹） - 桂金次郎
- 天下の大泥棒 白浪五人男（1960年、東宝） - 染八（染物屋主人）
- 恋人（1960年、松竹） - 金ちゃん
- 朱の花粉（1960年、松竹） - 山田
- 人も歩けば（1960年、東京映画） - 木下藤兵衛
- サラリーマン御意見帖 男の一大事（1960年、東宝） - 仙三
- 銭形平次捕物控 美人蜘蛛（1960年、大映） - 三太郎
- 羽織の大将（1960年、東宝） - 桂小丸
- 番頭はんと丁稚どん（1960年、松竹） - 藤田巡査
- サラリーマン御意見帖 出世無用（1960年、東宝） - 仙三
- 暴れん坊三羽烏（1960年、松竹） - 番頭英吉
- 続番頭はんと丁稚どん（1960年、松竹） - 博多九州堂の主人
- がんばれ! 盤嶽 (1960年、宝塚映画） - 熊五郎
- 明日はいっぱいの果実（1960年、？） - 伊藤隆
- 続々番頭はんと丁稚どん（1961年、松竹） - 巡査
- 縞の背広の親分衆（1961年、東京映画） - 弁太
- 腰抜け女兵騒動（1961年、東京映画）
- 東から来た男（1961年、東宝） - 岡部巡査
- 七人の挑戦者（1961年、日活） - 大場
- 江戸っ子繁昌記（1961年、東映） - 虎吉
- トイレット部長（1961年、東宝） - 西川
- 女ばかりの夜（1961年、東京映画） - 高木達吉
- 伴淳・森繁のおったまげ村物語（1961年、金造） - 職人由造
- ふりむいた花嫁（1961年、松竹） - 職人由造
- 南の島に雪が降る（1961年、東京映画） - 大沼一等兵
- 堂堂たる人生（1961年、日活） - 石岡竜吉（いさみの父・すし竜主人）
- ご機嫌はりきり娘（1961年、松竹） - 高見
- のれんと花嫁（1961年、松竹） - 木曽金三
- 夢がいっぱい暴れん坊（1962年、日活） - 金作
- 黄門社長漫遊記（1962年、松竹） - 毛沢山
- おったまげ人魚物語（1962年、松竹） - 栄一
- 青べか物語（1962年、東京映画） - 勘六（天ぷら屋の親爺43歳）
- 九ちゃん音頭（1962年、松竹） - 宮代盂
- 渡り鳥故郷へ帰る（1962年、日活） - 西田源造
- 求人旅行（1962年、日活） - ××荘の番頭山口
- サラリーマン物語 新入社員第一課（1962年、日活）
- サラリーマン物語 敵は幾万ありとても（1962年、日活）
- 鉄火若衆（1962年、東映） - 与太夫
- あいつばかりが何故もてる（1962年、松竹） - そばやの主人
- ぶらりぶらぶら物語（1962年、東京映画） - キンコンカンちゃん
- 惚れたって駄目よ（1962年、日活）
- 泣いて笑った花嫁（1962年、松竹） - 川越文吉
- 花と竜（1962年、日活） - 胡蝶屋豆奴
- 都会の奔流（1963年、日活） - 山田
- サラリーマン物語 大器晩成（1963年、日活）
- 空の下遠い夢（1963年、日活） - 石川の叔父
- つむじ風（1963年、松竹） - 浅利圭介
- 腰抜けガン・ファイター（1963年、日活）
- 拝啓天皇陛下様（1963年、松竹） - 鶴西 役（主人公（渥美清）の戦友）
- 伊豆の踊子（1963年、日活） - 島屋
- 銀座の次郎長（1963年、日活） - 横川金作
- 現代っ子（1963年、日活） - 叔父五郎
- 美しい暦（1963年、日活） - 源作（職人）
- ニッポン珍商売（1963年、松竹）
- 虎の子作戦（1963年、日活） - 忍術
- 銀座の次郎長 天下の一大事（1963年、日活） - 横川金作
- 遊侠無頼（1963年、松竹） - 魚屋の金太
- 「可否道」より なんじゃもんじゃ（1963年、松竹） - 竹中
- 地獄の祭典（1963年、日活） - ピン
- 学園広場（1963年、日活） - 古山の父
- 赤いハンカチ（1964年、日活） - 石塚春吉
- 成熟する季節（1964年、日活） - 福井太一
- 東海遊侠伝（1964年、日活） - 韋駄天金太
- こんにちは、20歳（1964年、日活） - 柴田善吉（父）
- こんにちは赤ちゃん（1964年、日活） - 三好菊次
- 生きている狼（1964年、日活） - 金助
- 香華（1964年、日活） - 呉服屋の番頭
- 新・男の絞章 度胸一番（1964年、日活） - 虎鮫
- 海賊船 海の虎（1964年、日活）
- 男の紋章 花と長脇差（1964年、日活）
- 大日本コソ泥伝（1964年、日活） - 石川二十五右衛門
- 明日の夢があふれてる（1964年、松竹）
- 男の紋章 喧嘩状（1964年、日活）
- 現代悪党仁義（1965年、日活） - 才助
- 拳銃野郎（1965年、松竹） - 中年の男
- サラリーマンの勲章（1965年、松竹） - 柳風吉
- 男の紋章 喧嘩街道（1965年、日活） - 虎鮫
- 調子のいい奴 いたずらの天才（1965年、松竹） - 寺田の父
- 青春とはなんだ（1965年、日活） - 寺田の父
- 男の紋章 流転の掟（1965年、日活）
- 戦場にながれる歌（1965年、東宝） - 北班長
- 東京は恋する（1965年、日活） - 金造
- 泣かせるぜ（1965年、日活） - 渋川（船主）
- 男の紋章 俺は斬る（1965年、日活）
- 求婚旅行（1965年、松竹） - 山田平助
- 赤い谷間の決斗（1965年、日活） - 伊達半六
- 愛して愛して愛しちゃったのよ（1966年、日活） - 上田
- 青春大統領（1966年、日活） - 金兵衛
- 夜霧の慕情（1966年、日活） - 国松明
- 卒業旅行 Little Adventurer（1973年、東宝） - 宮田久八
- 椿山課長の七日間（2006年、松竹） - 椿山昭三
- 釣りバカ日誌18 ハマちゃんスーさん瀬戸の約束（2007年、松竹） - 林

## 放送番組

### テレビ番組
ワイドショー番組
| 期間      | 期間         | 番組名                                      | 役職                                   |
| --------- | ------------ | ------------------------------------------- | -------------------------------------- |
| 1966年2月 | 1973年7月    | アフタヌーンショー（NET〈現：テレビ朝日〉） | メイン司会                             |
| 1979年4月 | 降板時期不明 | ルックルックこんにちは（日本テレビ）        | 番組コーナー『小金治の涙のご対面』担当 |

バラエティ・クイズ関連番組・その他
- オリンピックショウ 地上最大のクイズ（フジテレビ）
- 日清ちびっこのどじまん（フジテレビ）
- それは秘密です!!（日本テレビ）
- 爆笑エレベーター（NET〈現：テレビ朝日〉）
- 末廣演芸会（テレビ朝日）
- 夜のヒットスタジオSUPER（フジテレビ）
- できるでショウか（日本テレビ）

この他、『徹子の部屋』（テレビ朝日）や『はなまるマーケット』（TBS）などのトーク番組にもゲスト出演していた。

### テレビドラマ
- 東レサンデーステージ 第1回「足にさわった女」（1960年7月3日、日本テレビ） - 熱海の巡査 役
- ポンポン大将[26]（1960年9月4日〜1964年4月5日、NHK総合） - ポンポン船の船長 役
- 五番目の刑事 第13話「テレビ指名手配129号」（1969年、NET / 東映）
- 大忠臣蔵（1971年、NET/三船プロ） - 久兵衛 役
- ご存知遠山の金さん（1973年 - 1974年、NET/東映） - 樽平 役
- 破れ傘刀舟悪人狩り（1974年 - 1977年、NET/三船プロ） - 仏の半兵衛 役
- 荒野の用心棒 第25話「廃墟の宿に母子唄が聞えて…」（1973年、NET/三船プロ） - 金太 役
- ぶらり信兵衛 道場破り 第45話「植木屋辰造」（1974年、フジテレビ/東映）- 辰造 役
- どてらい男（1975年 - 1976年、関西テレビ） - 小金井准尉 役
- 大江戸捜査網 第297話「危うし! 隠密同心」（1977年、東京12チャンネル/三船プロ） - 太鼓持ち
- 破れ奉行 第28話「二十五年目の父子唄」（1977年、テレビ朝日/中村プロ） - 弥兵衛 役
- さわやかな男（1977年、関西テレビ）
- 大追跡（1978年、日本テレビ/東宝） - 喫茶マスター・渡辺 役
- 遠山の金さん 第2シリーズ（1979年、テレビ朝日/東映） - 長兵ヱ 役
- 金さんVS女ねずみ 第17話「美しい娘白浪の涙」（1998年、テレビ朝日/東映） - 天夢 役
- 笑ゥせぇるすまん SALE2 シルバーバンク（テレビ朝日） - 大久保彦エ門 役
- セーラー服と機関銃（2006年版）（TBS） - 目高辰雄 役
- 火曜サスペンス劇場（日本テレビ）
  - 小京都ミステリー24（1998年11月10日、大映テレビ） - 鯉喰亭主人 役
- 土曜ワイド劇場（テレビ朝日）
  - 温泉若おかみの旅情殺人推理7（1998年3月14日、大映テレビ） - 竹中善吉 役
  - 高橋英樹の船長シリーズ10（1998年9月26日、東映） - 本田弥八 役
  - 事件記者冴子の殺人スクープ1（1999年8月7日、東映） - 玉城源治 役
  - 家政婦は見た20 「名門茶道家元一家の相続争い、乱れに乱れたからみあい! 私女房になります…」（2002年3月9日、大映テレビ） - 春山五七 役
  - 温泉若おかみの殺人推理15（2005年7月23日、大映テレビ） - 上田吉之介 役
  - 家政婦は見た24（2006年3月4日、大映テレビ） - 瑞輪寺住職 役
  - 家政婦は見た25（2007年7月14日、大映テレビ） - 農夫 役
  - 花嫁のさけび（2008年4月5日、大映テレビ） - 渋川祐吉 役

### ラジオ番組
- わが人生に乾杯! （2010年1月14日、NHKラジオ第1放送）

### CM
- 丸美屋食品工業「のりたま」（1962年） - 船に乗って「おも舵いっぱ〜い、のりたまで3杯!」のフレーズを語る姿や七五調で語りながらラーメンにのりたまをふりかけて食べる姿などで話題を集めた。
- ホテイフーズ「やきとり缶詰」
- 東京ガス（1961年 - 1977年）[27]

## 著書
- ケラの水渡り（1967年、報知新聞社）
- それは秘密です!!（1980年、日本テレビ放送網）
- 泣いて、叱る―ぼくの体当たり教育論（1995年、講談社） ISBN 4-06-207984-4
- 江戸っ子の教訓（2007年、幻冬舎） ISBN 978-4-344-01421-3